# Castel-Sarrazin
Castel-Sarrazin – miejscowość i gmina we Francji, w regionie Nowa Akwitania, w departamencie Landy.
Według danych na rok 1990 gminę zamieszkiwały 363 osoby, a gęstość zaludnienia wynosiła 30 osób/km² (wśród 2290 gmin Akwitanii Castel-Sarrazin plasuje się na 826. miejscu pod względem liczby ludności, natomiast pod względem powierzchni na miejscu 926.).